# Marilyn Ramenofsky
Marilyn Ramenofsky, née le 20 août 1946 à Phoenix (Arizona), est une nageuse américaine.

## Carrière
Marilyn Ramenofsky participe aux Jeux olympiques d'été de 1964 à Tokyo et remporte la médaille d'argent dans l'épreuve du 400m nage libre.